# جيف ستيفنز (لاعب كرة قاعدة)
جيف ستيفنز (بالإنجليزية: Jeff Stevens)‏ هو لاعب كرة قاعدة أمريكي، ولد في 5 سبتمبر 1983 في بيركيلي في الولايات المتحدة.

## وصلات خارجية
- جيف ستيفنز على موقع دوري كرة القاعدة الرئيسي (الإنجليزية)
- جيف ستيفنز على موقعبيزبول رفرنس.كوم (الدوري الرئيسي) (الإنجليزية)
- جيف ستيفنز على موقعبيزبول رفرنس.كوم (الدوري الثانوي) (الإنجليزية)
- جيف ستيفنز على موقع إي إس بي إن.كوم (أم.أل.بي) (الإنجليزية)
- جيف ستيفنز على موقع مشجعي الرسوم البيانية (الإنجليزية)
- جيف ستيفنز على موقع أوليمبيديا (الإنجليزية)